# Torgersøy fyr
Torgersøy fyrstation blev oprettet i 1851 som indsejlingsfyr til Vallø saltverk på Torgersøya syd for Valløy, i Tønsberg kommune, Vestfold og Telemark fylke i Norge . Det blev ombygget til fyrlampe i 1890 med hvidt lys og en rød sektor.
Det første fyr på Torgersøya bestod af en fyrbygning i træ og havde fastboende fyrvogter. Fundamenterene efter fyrbygningen er bevaret.
Ved fyrlampen på Torgersøya blev der i 1910 bygget et klokkehus med tågeklokke og klokketårn i schweizerstil. I tåge og snetykning slog klokken et slag hvert 15. sekund. Tågeklokken blev automatiseret i 1954 og nedlagt i 1983.
Klokketårnet på Torgersøya var i færd med at forfalde, men blev sat i stand i 1992 efter flere års frivilligt arbejde fra foreningen Klokketårnets Venner. Både tårnet og området omkring blev fredet etter lov om kulturminner i 1997, og Klokketårnets Venner samarbejder med Riksantikvaren og Tønsberg kommune om vedligehold.

## Eksterne kilder og henvisninger
1. ↑  Klokketårnet skal males (Webside ikke længere tilgængelig), Tønsbergs Blad 1. juli 2004

- Torgersøy fyr på Riksantikvarens hjemmeside kulturminnesok.no
- Oscar Albert Johnsen: Sem og Slagen. En bygdebok, 2. bind (kulturhistorie), Tønsberg, 1963
- Torgersøy fyrstasjon – Norsk fyrhistorisk forening
- Norsk fyrliste 2012 (Webside ikke længere tilgængelig), Kystverket